# BMW Serie 5 Gran Turismo
El Serie 5 Gran Turismo de BMW es un automóvil lanzado al mercado en 2009 y presentado por primera vez en el Salón del Automóvil de Ginebra como prototipo. Es el primer PAS (progressive activity sedan) destinado a la producción en cadena de la casa BMW. Su código interno es F07. La Serie 5 GT es una combinación de berlina deportiva, cupé y monovolumen.
La plataforma F07 tiene el tamaño tradicional de la Serie 7, pero con el espacio propio del BMW X5. El F07 está basado en la plataforma F10.
En 2017 el Serie 5 Gran Turismo adopta la plataforma del nuevo Serie 5 G30 y pasa a denominarse Serie 6 Gran Turismo.

## Motorizaciones
| Periodo                        | 2009-2017                                                 | 2009-2012                                       | 2012-2017                                       |                          |                          |                          |
| Identificación del motor       | N55 B30                                                   | N63 B44                                         | N63 TUB44                                       |                          |                          |                          |
| Tipo de motor                  | L6 24v, inyección directa, turbo twin-scroll, intercooler | V8 32v, inyección directa, biturbo, intercooler | V8 32v, inyección directa, biturbo, intercooler |                          |                          |                          |
| Diámetro x carrera             | 84.0 mm × 89.6 mm                                         | 89.0 mm × 88.3 mm                               | 89.0 mm × 88.3 mm                               |                          |                          |                          |
| Cilindrada                     | 2979 cm³                                                  | 4395 cm³                                        | 4395 cm³                                        |                          |                          |                          |
| Relación de compresión         | 10.2: 1                                                   | 10.0: 1                                         | 10.0: 1                                         |                          |                          |                          |
| Potencia máxima: CV (kW) @ rpm | 306 CV (225 kW) @ 5800-6400                               | 408 CV (300 kW) @ 5500-6400                     | 450 CV (330 kW) @ 5500-6000                     |                          |                          |                          |
| Par máximo: Nm @ rpm           | 400 Nm @ 1200-5000                                        | 600 Nm @ 1750-4500                              | 650 Nm @ 2000-4500                              |                          |                          |                          |
| Tracción                       | Trasera / Total (xDrive)                                  | Trasera / Total (xDrive)                        | Trasera / Total (xDrive)                        | Trasera / Total (xDrive) | Trasera / Total (xDrive) | Trasera / Total (xDrive) |
| Transmisión                    | Automática, 8 velocidades                                 | Automática, 8 velocidades                       | Automática, 8 velocidades                       |                          |                          |                          |
| Peso                           | 1940 kg                                                   | 2060 kg                                         | 2070 kg                                         |                          |                          |                          |
| Aceleración 0–100 km/h         | 6.3 s                                                     | 5.5 s                                           | 5.0 s                                           |                          |                          |                          |
| Velocidad máxima               | 250 km/h (Limitada electrónicamente)                      | 250 km/h (Limitada electrónicamente)            | 250 km/h (Limitada electrónicamente)            |                          |                          |                          |
| Consumo combinado (L/100 km)   | 8.9                                                       | 11.2                                            | 9.2                                             |                          |                          |                          |
| Consumo combinado (L/100 km)   | Euro 5, Euro 6                                            | Euro 5                                          | Euro 5, Euro 6                                  |                          |                          |                          |

| Periodo                        | 2012-2017                                                  | 2009-2012                                                  | 2012-2017                                                  | 2009-2012                                                    | 2012-2017                                                    |
| Identificación del motor       | N47 D30                                                    | N57 D30 OL                                                 | N57 TUD30 OL                                               | N57 D30 TOP                                                  | N57 TUD30 TOP                                                |
| Tipo de motor                  | L4 16v, inyección directa, common-rail, turbo, intercooler | L6 24v, inyección directa, common-rail, turbo, intercooler | L6 24v, inyección directa, common-rail, turbo, intercooler | L6 24v, inyección directa, common-rail, biturbo, intercooler | L6 24v, inyección directa, common-rail, biturbo, intercooler |
| Diámetro x carrera             | 84.0 mm × 90.0 mm                                          | 84.0 mm × 90.0 mm                                          | 84.0 mm × 90.0 mm                                          | 84.0 mm × 90.0 mm                                            | 84.0 mm × 90.0 mm                                            |
| Cilindrada                     | 1995 cm³                                                   | 2993 cm³                                                   | 2993 cm³                                                   | 2993 cm³                                                     | 2993 cm³                                                     |
| Relación de compresión         | 16.5: 1                                                    | 16.5: 1                                                    | 16.5: 1                                                    | 16.5: 1                                                      | 16.5: 1                                                      |
| Potencia máxima: CV (kW) @ rpm | 184 CV (135 kW) @ 4000                                     | 245 CV (180 kW) @ 4000                                     | 258 CV (190 kW) @ 4000                                     | 299 CV (220 kW) @ 4400                                       | 313 CV (230 kW) @ 4300                                       |
| Par máximo: Nm @ rpm           | 380 Nm @ 1750-3000                                         | 540 Nm @ 1750-3000                                         | 560 Nm @ 1500-3000                                         | 600 Nm @ 1500-2500                                           | 630 Nm @ 1500-2500                                           |
| Tracción                       | Trasera                                                    | Trasera / Total (xDrive)                                   | Trasera / Total (xDrive)                                   | Trasera / Total (xDrive)                                     | Trasera / Total (xDrive)                                     |
| Transmisión                    | Automática, 8 velocidades                                  | Automática, 8 velocidades                                  | Automática, 8 velocidades                                  | Automática, 8 velocidades                                    | Automática, 8 velocidades                                    |
| Peso                           | 1940 kg                                                    | 1960 kg                                                    | 1940 kg                                                    | 1970 kg                                                      | 1970 kg                                                      |
| Aceleración 0–100 km/h         | 8.9 s                                                      | 6.9 s                                                      | 6.2 s                                                      | 6.1 s                                                        | 5.7 s                                                        |
| Velocidad máxima               | 213 km/h                                                   | 240 km/h                                                   | 245 km/h                                                   | 250 km/h (Limitada electrónicamente)                         | 250 km/h (Limitada electrónicamente)                         |
| Consumo combinado (L/100 km)   | 8.1                                                        | 7.4                                                        | 8.3                                                        | 7.5                                                          | 7.5                                                          |
| Consumo combinado (L/100 km)   | Euro 5, Euro 6                                             | Euro 5                                                     | Euro 6                                                     | Euro 5                                                       | Euro 6                                                       |